# Parque nacional natural Gran Pradera
El Parque nacional natural Gran Pradera ( ucraniano: Великий Луг, Velykyi Luh) cubre un terreno histórico de estepa en el sureste de Ucrania. Se encuentra en la orilla sur del embalse Kajovka del río Dnieper, y fue creado por la estación hidroeléctrica de Dniéper. Las praderas y los cañaverales de la costa albergan uno de los lugares de transmigración más grandes de aves en Europa del Este. El parque está en el distrito administrativo de Vasylivka Raion en el Óblast de Zaporiyia.

## Topografía
El parque está situado principalmente en la llanura aluvial de la terraza del lado sur del río Dniéper. Debido a que la mayor parte de la terraza (históricamente llamada la "Gran pradera") fue inundada por la creación del embalse, el territorio del parque está compuesto principalmente por crestas y franjas costeras a lo largo de la costa. Una de las áreas ecológicamente protegidas del parque es la Pradera inundable Sim Maiakiv, un humedal Ramsar que alberga altos niveles de biodiversidad en los bosques esteparios y los cañaverales de la desembocadura de uno de los afluentes del embalse.
El sitio está ubicado en el noroeste de la región más grande de las tierras bajas del mar Negro.

## Clima y ecorregión
La designación climática oficial para el área de Gran Pradera es clima continental húmedo: subtipo de verano cálido (Clasificación climática de Köppen  Dfb), con grandes diferencias estacionales de temperatura y un verano cálido (al menos cuatro meses con un promedio de más de 10 °C, pero ningún mes con un promedio superior a 22 °C. El parque se encuentra en la ecorregión esteparia del Póntico-Caspio .

## Flora y fauna
El parque es un área importante de transmigración, anidación y alimentación de aves acuáticas. La topografía kárstica proporciona un mecanismo para filtrar el agua, la llanura aluvial con una cobertura de agua muy variable proporciona áreas de alimentación y los acantilados costeros de piedra caliza proporcionan áreas de anidación para las aves.

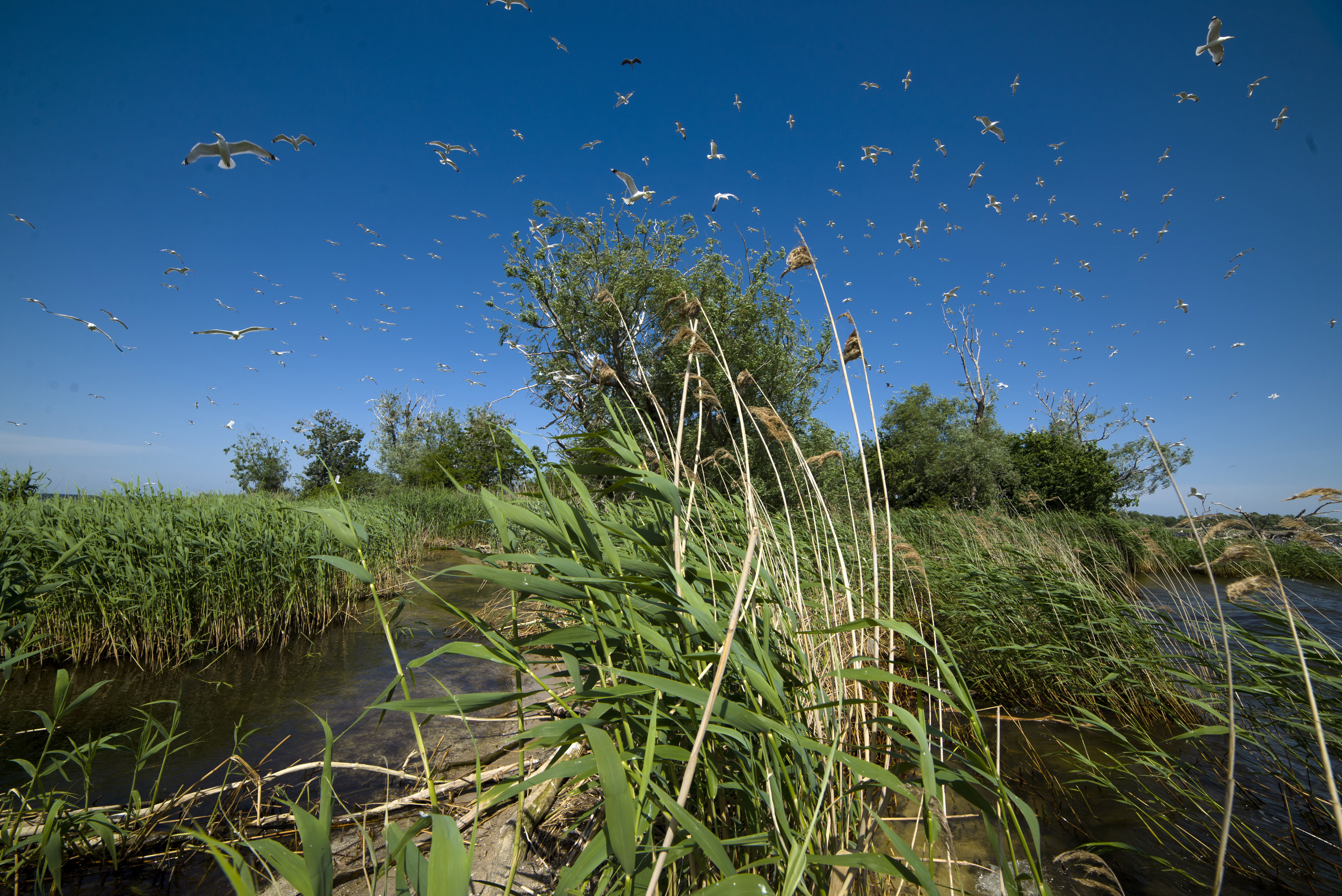
Pájaros en vuelo sobre cañaverales en Velyka Luga

 La parte cálida, plana y poco profunda de la terraza que está sumergida proporciona un hábitat extenso para alimentar a los peces. Los únicos sumideros kársticos de la zona albergan grandes colonias y muchas especies de murciélagos.

## Uso público
El parque fue diseñado para incluir sectores dedicados a la protección de la naturaleza, recreación, turismo y estudio cultural e histórico, y zonas de transición. El personal del parque patrocina actividades educativas y de concienciación ecológica para niños y adultos locales. El parque cuenta actualmente con cuatro senderos para actividades de salud, una ruta para caminar / andar en bicicleta y cuatro senderos de estudio ecológico.